# Charada Imraporn
Charada Imraporn (tiếng Thái: ชาราฎา อิมราพร) hay còn gọi là Piglet (พิกเล็ท) là một diễn viên, người mẫu, ca sĩ người Thái Lan, sinh ngày 7 tháng 8 năm 1995, thường được gọi với cái tên Piglet Charada. Cô là thành viên nhóm nhạc JNP cùng 2 cô chị sinh đôi Charattha Imraporn (Jam) và Warattha Imraporn (Noey) trong Neko Jump. Cô nổi tiếng qua vai diễn René trong U-Prince Series: Badass Baker.
Cô còn có thể vẽ trên nền tảng Instagram, vẽ kiểu hoạt hình, xem tranh của cô tại charadagallery.

## Đời tư
- Cô tốt nghiệp khoa Kiến trúc của Viện Công nghệ Ladkrabang của vua Mongkut.
- Piglet là người chiến thắng cuộc thi Tài năng trẻ Disney 2004, Á quân 2 cho Giải thưởng Tài năng Trẻ Tương lai 2004, Á hậu 2 cho Cuộc thi Tiếng hát Thiếu niên SF, chung kết cuộc thi C-SA 2009 và chung kết hai người vào chung kết trong một buổi thử giọng cho JYP WORLD TOUR 2007 của JYP.
- Sau khi tham gia nhiều cuộc thi âm nhạc khác nhau, cô ra mắt vào năm 2010 với nhóm nhạc nữ "Sugar Eyes", ở lại đó cho đến khi giải thể vào năm 2015; cô tiếp tục sự nghiệp solo của mình, đáng chú ý là thu âm nhạc phim cho các bộ phim truyền hình. Từ năm 2013, cô cũng bắt tay vào sự nghiệp diễn xuất.
- Cô đang trong mối quan hệ tình cảm với anh chàng Chatchawit Techarukpong (Victor Zheng), người từng hợp tác trong 'U-Prince Series: Badass Baker,[1] từ năm 2017.

## Phim tham gia
| Năm  | Phim                               | Vai diễn | Ghi chú   |
| ---- | ---------------------------------- | -------- | --------- |
| 2013 | Kongroi Krathale                   | Nuyim    | Vai phụ   |
| 2015 | Devil Lover                        | Pie      | Vai phụ   |
| 2015 | Feel Good To Say Goodbye           |          | Khách mời |
| 2015 | Feel Good                          |          | Khách mời |
| 2016 | U-Prince Series: Badass Baker      | Réne     | Vai chính |
| 2016 | U-Prince Series: Playful Comm-Arts | Réne     | Vai phụ   |
| 2016 | U-Prince Series: Ambitious Boss    | Réne     | Vai phụ   |
| 2016 | Midnight University                |          | Khách mời |
| 2016 | Little Big Dream                   |          | Khách mời |
| 2017 | Water Boyy                         | Pan      | Vai chính |
| 2020 | After Dark - Sau Bóng Tối          | Lada     | Vai chính |

## Bài hát đã phát hành
| Năm  | Tên bài hát                                | Partner    | Ghi chú              |
| ---- | ------------------------------------------ | ---------- | -------------------- |
| 2010 | Sugar Eyes                                 | Sugar Eyes |                      |
| 2010 | Fall in love                               | Sugar Eyes |                      |
| 2011 | Dai Klaichi                                | Sugar Eyes |                      |
| 2012 | Farsightedness                             | Sugar Eyes |                      |
| 2013 | Not Assume                                 | Sugar Eyes |                      |
| 2013 | If you listen to this song, it shows that… | Sugar Eyes | Love in the Rain OST |
| 2013 | I Love You                                 | Gail       |                      |
| 2014 | Newbie's Love                              | Sugar Eyes |                      |
| 2016 | Sweet                                      |            | U-Prince Series OST  |
| 2018 | BAD PILLOW                                 | JNP        |                      |
| 2020 | Love Who I Am                              | JNP        | feat. Jennie Panhan  |
| 2020 | When you cry                               | JNP        |                      |
| 2020 | Lentamente                                 | JNP        |                      |
| 2021 | Konan Freestyle                            | JNP        |                      |